# PRIDE 無差別級グランプリ 2006 決勝戦
PRIDE 無差別級グランプリ 2006 決勝戦（プライド むさべつきゅうグランプリにせんろく けっしょうせん）は、日本の総合格闘技イベント「PRIDE」の大会の一つ。2006年（平成18年）9月10日、埼玉県さいたま市のさいたまスーパーアリーナで開催された。海外PPVでの大会名は「PRIDE Final Conflict Absolute」。
大会キャッチコピーは「独りで挑んだ。独りじゃなかった。」。

## 大会概要
準決勝第1試合ではミルコ・クロコップがヴァンダレイ・シウバを左ハイキックで失神KO、因縁の再戦を完全勝利で収める。準決勝第2試合ではジョシュ・バーネットとアントニオ・ホドリゴ・ノゲイラがPRIDE史上No.1ともいえるハイレベルなグラウンドの攻防を展開。僅差の判定をジョシュが制し、決勝はミルコとジョシュとの3度目の対決になった。
決勝では激戦をミルコが制し、K-1時代を含め自身初のチャンピオンに輝き、エメリヤーエンコ・ヒョードルとの再戦の権利を手にした。

## 試合結果
第1試合 ミドル級ワンマッチ 1R10分、2・3R5分
○  エヴァンゲリスタ・サイボーグ vs.  西島洋介 ×
1R 3:24 スリーパーホールド
第2試合 PRIDE 無差別級グランプリ 2006 準決勝 1R10分、2R5分
○  ミルコ・クロコップ vs.  ヴァンダレイ・シウバ ×
1R 5:26 KO（左ハイキック）
※ミルコがグランプリ決勝進出
第3試合 PRIDE 無差別級グランプリ 2006 準決勝 1R10分、2R5分
○  ジョシュ・バーネット vs.  アントニオ・ホドリゴ・ノゲイラ ×
2R終了 判定2-1
※バーネットがグランプリ決勝進出
第4試合 PRIDE 無差別級グランプリ 2006 リザーブマッチ 1R10分、2・3R5分
○  エメリヤーエンコ・アレキサンダー vs.  セルゲイ・ハリトーノフ ×
1R 6:45 TKO（レフェリーストップ：パウンド）
※アレキサンダーがリザーブ権獲得
第5試合 ヘビー級ワンマッチ 1R10分、2・3R5分
○  ヒカルド・モラエス vs.  イ・テヒョン ×
1R 8:08 TKO（タオル投入：負傷）
第6試合 ヘビー級ワンマッチ 1R10分、2・3R5分
○  中村和裕 vs.  中尾"KISS"芳広 ×
3R終了 判定3-0
第7試合 ミドル級ワンマッチ 1R10分、2・3R5分
○  マウリシオ・ショーグン vs.  ザ・スネーク ×
1R 5:29 TKO（レフェリーストップ：踏みつけ）
第8試合 ミドル級ワンマッチ 1R10分、2・3R5分
○  ヒカルド・アローナ vs.  アリスター・オーフレイム ×
1R 4:28 ギブアップ（パウンド）
第9試合 PRIDE 無差別級グランプリ 2006 決勝戦 1R10分、2R5分
○  ミルコ・クロコップ vs.  ジョシュ・バーネット ×
1R 5:32 ギブアップ（パウンド）
※ミルコがグランプリ優勝